# Flughafen Moskau-Wnukowo

i7
i11
i13
Der Flughafen Moskau-Wnukowo (englische Transkription Vnukovo; russisch Внуково, IATA-Code: VKO, ICAO-Code: UUWW) ist der drittgrößte und älteste internationale Verkehrsflughafen im Großraum der russischen Hauptstadt Moskau.

## Lage und Verkehrsanbindung
Der Flughafen Wnukowo liegt etwa 30 km südwestlich vom Stadtzentrum Moskaus und etwa 11 km von der Moskauer Ringautobahn entfernt, in der Nähe der Autobahn M 3, Richtung Smolensk und Minsk. In der Nähe des Flughafens verläuft die Eisenbahnstrecke von Moskau nach Kiew. 2005 wurde ein Abzweig von dieser Bahnstrecke direkt bis zum Flughafen und dort ein unterirdischer Bahnhof errichtet, womit Wnukowo erstmals eine direkte Bahnanbindung bekommen hat. Der Flughafen liegt näher am Stadtzentrum als Domodedowo oder Scheremetjewo. Dies birgt aber auch Nachteile – so sind einer Erweiterung mit neuen Landebahnen oder Nachtflügen durch die nahe Bebauung enge Grenzen gesetzt.
Der Flughafen ist benannt nach der in der Nähe gelegenen, rund 20.000 Einwohner zählenden Vorortsiedlung Wnukowo, die offiziell ein Stadtteil von Moskau im Stadtbezirk West ist, obgleich sie abgelegen als Exklave vom übrigen Moskauer Stadtgebiet liegt.
Die schnellste Verbindung ist der Aeroexpress-Zug, der im 60-Minuten-Takt ohne Zwischenhalt zum Kiewer Bahnhof fährt. Die Fahrtdauer beträgt 35 Minuten, ein Einzelfahrschein kostet 420 Rubel (Stand: 6. Januar 2016). Es gibt die Möglichkeit ein „Metro+“-Ticket, das auch für eine Fahrt mit der Metro gilt, zu erwerben.
Von der Metrostation Jugo-Sapadnaja aus ist der Flughafen außerdem mit Bussen, Taxis und Sammeltaxis erreichbar – preisgünstiger als mit dem Aeroexpress, aber auch mit längeren Fahrzeiten.

## Infrastruktur

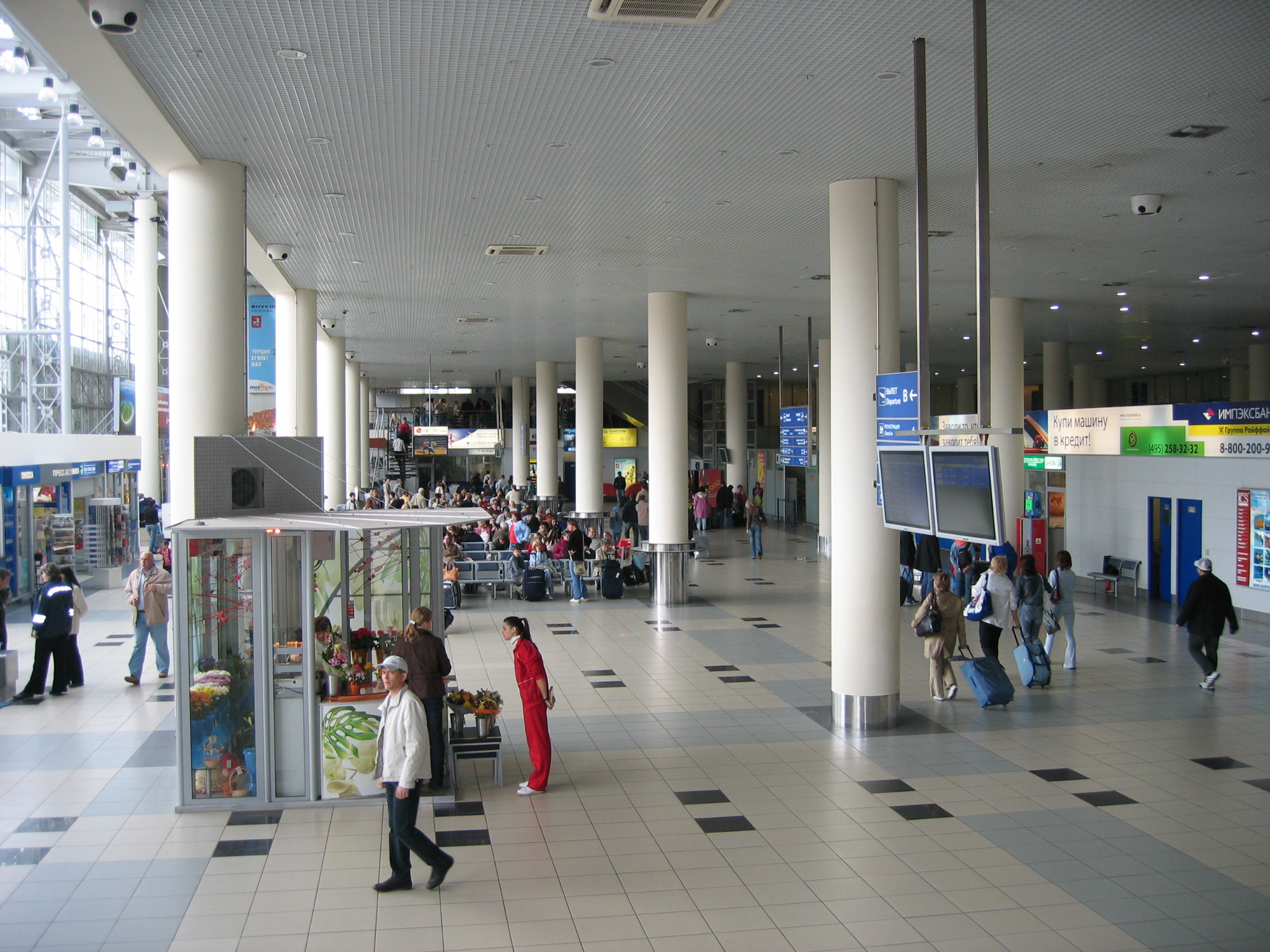
Innenansicht des internationalen Terminals

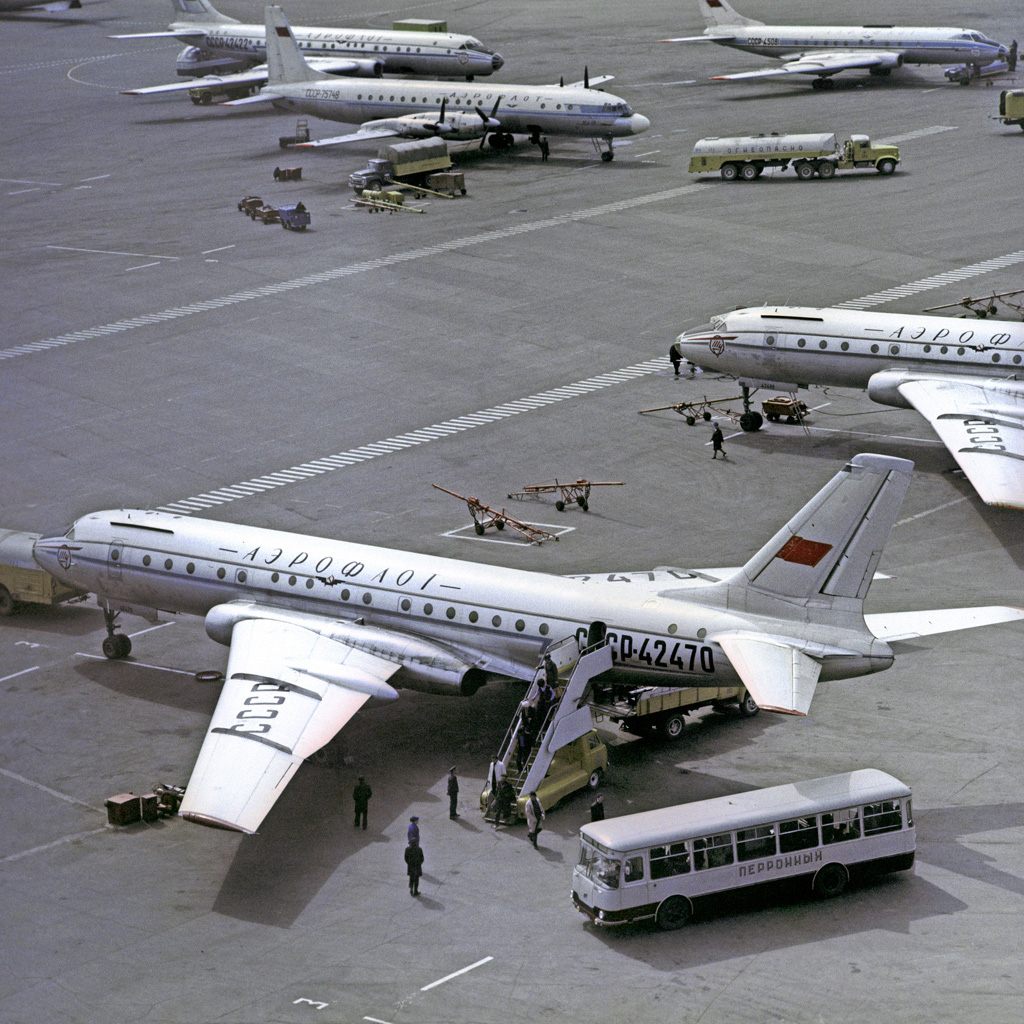
Flughafen Wnukowo 1971

Der Flughafen verfügt über zwei Start- und Landebahnen von 3060 m und 3500 m Länge, die sich jedoch kreuzen und nicht unabhängig voneinander betrieben werden können. Stündlich können bis zu 2300 Fluggäste abgefertigt werden. 2010 benutzten etwa 9,5 Millionen Passagiere den Flughafen.
Die Stadt Moskau will Wnukowo als neuen internationalen Flughafen ausbauen. Dazu hat der damalige Präsident Putin der Stadt Moskau Ende 2003 aus dem Besitz der Föderation 60 Prozent der Wnukowo-Aktien überschreiben lassen. Der Flughafen macht Gewinn und Oberbürgermeister Juri Luschkow wollte die Passagierzahlen des Flughafens kontinuierlich erhöhen und mit großen Investitionen den Erfolg von Domodedowo wiederholen. Der Flughafen wurde in den letzten Jahren um ein modernisiertes Terminal für den Fernverkehr mit Europa erweitert, über das u. a. Germanwings Flüge nach Deutschland abgewickelt hat. In den 2000er-Jahren wurde außerdem an einem weiteren Passagierterminal gebaut. Es wurde im Juli 2010 fertiggestellt und soll künftig internationale Flüge abfertigen. Ende Dezember 2012 wurde der Passagierbereich erneut erweitert. Die Kapazität des Flughafens wurde auf 30 Millionen Passagiere pro Jahr erhöht. Es können nun auch Flugzeuge des Typs Airbus A380 abgefertigt werden.
Wnukowo dient gleichzeitig außerdem als Regierungsflughafen. Während wichtiger politischer Treffen kann es so zu Beeinträchtigungen des Passagierverkehrs kommen.

## Zwischenfälle
- Am 5. November 1946 kam es bei Schlechtwetterverhältnissen und chaotischen Zuständen bei der Flugsicherung am Flughafen Moskau-Wnukowo binnen weniger als 50 Minuten zu drei Abstürzen von Passagiermaschinen der Aeroflot (Li-2 CCCP-L4181, DC-3 CCCP-L946, Li-2 CCCP-L4207). Dies geschah, nachdem die Flugzeuge jeweils mehr als 2 Stunden um den Flughafen flogen und ihnen der Treibstoff ausging.[3][4][5]

- Am 7. August 1962 wurde eine Tupolew Tu-114D der sowjetischen Aeroflot (CCCP-76479) auf dem Flughafen Moskau-Wnukowo bei Wartungsarbeiten irreparabel beschädigt, als das Bugfahrwerk plötzlich eingefahren wurde. Ein junger Ingenieur arbeitete an der Elektronik des Flugzeugs und schaffte es irgendwie, den Schutzmechanismus zu umgehen, der das Einfahren des Fahrwerks am Boden verhinderte. Über Personenschäden ist nichts bekannt, es gab jedoch keine Todesfälle.[6]

- Am 10. Oktober 1971 stürzte eine Tupolew Tu-104 der Aeroflot (CCCP-42490) auf dem Flug vom Flughafen Moskau-Wnukowo nach Simferopol kurz nach dem Start wegen einer Bombenexplosion ab, wobei alle 25 Insassen starben.[7]

- Am 30. April 1972 wurde eine Antonow An-10 der Aeroflot (CCCP-11159) bei einer besonders harten Landung auf dem Flughafen Moskau-Wnukowo irreparabel beschädigt. Alle Insassen überlebten den Unfall.[8]

- Am 16. Dezember 1973 stürzte eine Tupolew Tu-124V der Aeroflot (CCCP-45061) auf dem Flug von Vilnius zum Flughafen Moskau-Wnukowo durch einen Kontrollverlust infolge einer unkommandierten Verstellung der Höhenflosse bei Karacharovo ab, 16 Kilometer nördlich von Sobinka. Bei dem Unfall kamen alle 51 Insassen ums Leben, die sechs Besatzungsmitglieder und 45 Passagiere.[9]

- Am 3. Januar 1976 stürzte eine Tupolew Tu-124V der sowjetischen Aeroflot (CCCP-45037) 7 Kilometer westlich des Startflughafens Moskau-Wnukowo ab. Unmittelbar nach dem Start von der Startbahn 24 geriet das Flugzeug in Wolken. Kurz darauf fielen beide künstlichen Horizonte aus. Die Piloten  hatten keine visuellen Anhaltspunkte außerhalb des Flugzeugs mehr und verloren das Lagebewusstsein. Das Flugzeug neigte sich nach links, bis der Rollwinkel etwa 95 Grad erreichte. Mit einer Sinkgeschwindigkeit von 50 m/s schlug das Flugzeug auf dem Boden auf und zerstörte mehrere Häuser. Alle 61 Insassen, Besatzungsmitglieder und Passagiere, kamen ums Leben. In einem der Häuser wurde ein weiterer Mensch getötet. Dies war der schwerste Unfall einer Tu-124, gemessen an  der Zahl der Todesopfer.[10]

- Am 17. März 1979 wurde eine Tupolew Tu-104B der sowjetischen Aeroflot (CCCP-42444) kurz vor der Landung auf dem Flughafen Moskau-Wnukowo ins Gelände geflogen, wobei 58 von 119 Insassen ums Leben kamen.[11]

- Am 29. Dezember 2012 schoss eine Tupolew Tu-204-100 der russischen Red Wings Airlines (RA-64047) bei der Landung auf dem Moskauer Flughafen Wnukowo über das Landebahnende hinaus, zerbrach, fing Feuer und kam teilweise auf einer angrenzenden Schnellstraße zum Liegen. Bei dem Unfall kamen fünf der acht Besatzungsmitglieder ums Leben, drei weitere wurden schwer verletzt. Nach vorläufigen Ermittlungen könnte ein defektes Bremssystem das Unglück ausgelöst haben (siehe auch Red-Wings-Airlines-Flug 9268).[12]

- Am 20. Oktober 2014 kollidierte eine französische Dassault Falcon 50 beim Start mit einem Schneepflug. Die vier Insassen im Jet starben, unter ihnen der Hauptgeschäftsführer von Total S.A. Christophe de Margerie. Der Fahrer des Schneepflugs blieb unverletzt. Der Generaldirektor des Flughafens, Andrej Djakow, und sein Stellvertreter Sergej Solnzew sind daraufhin zurückgetreten. Zudem wurden drei Verantwortliche vorübergehend von der Arbeit suspendiert (siehe auch Flugunfall des Total-Managers Christophe de Margerie).[13]